# 托瓦爾·N·蒂勒
托瓦爾·尼古拉·蒂勒（丹麥語：Thorvald Nicolai Thiele，1838年12月24日—1910年9月26日）是一名丹麥天文學家、哥本哈根大學天文台台長。他也是一位精算師和數學家，在統計學、插值法和三體問題方面的研究最為著名。
蒂勒對隨機時間序列的統計研究做出了顯著貢獻，並提出累積量和概似函數，被羅納德·愛爾默·費雪認為是有史以來最偉大的統計學家之一。20世紀初，他也發展並提出了一種適用於多贏家選舉的同意投票制概括方法，稱為順序比例核准投票，瑞典在1909年引入比例代表制時曾短暫地將其用於政黨名單。
蒂勒也是哈夫尼亞保險公司的創始人和數學總監，並領導成立了丹麥精算師協會。正是透過保險工作，他接觸了同為數學家的約爾根·佩爾森·格拉姆。
蒂勒是天文學家霍爾格·蒂勒的父親。
主帶小行星843 Nicolaia（由他的兒子霍爾格發現）和1586 Thiele以他的名字命名。

## 備註
1. ↑  Schmadel, Lutz D. . . Springer Berlin Heidelberg. 2007: 125–126. ISBN 978-3-540-00238-3. doi:10.1007/978-3-540-29925-7_1587.
2. ↑  Jerzy Neyman, “Note on an Article by Sir Ronald Fisher,” Journal of the Royal Statistical Society, Series B (Methodological), 18, 2 (July 1956): 288–294, doi:10.1111/j.2517-6161.1956.tb00236.x.
3. ↑  ((Reuterskiöld)), C. A.; Phragmén, E.; Svensén, Emil; Huss, E. G.; Fahlbeck, Pontus E.; Alin, Oscar. . Statsvetenskaplig Tidskrift. 1899, 2. （原始内容存档于2015-06-18）.

## 外部連結
- 約翰·J·奧康納; 埃德蒙·F·羅伯遜, ,  （英语）
- Steffen L. Lauritzen （页面存档备份，存于）, "Aspects of T. N. Thiele’s Contributions to Statistics," （页面存档备份，存于） Bulletin of the International Statistical Institute, 58 (1999): 27–30.